# Casanova (miniserie televisiva)
Casanova è una miniserie televisiva britannica creata da Russell T Davies e trasmessa sul canale BBC Three nel marzo 2005.

## Trama
Castello di Dux, Boemia, 1798. Giacomo Casanova, anziano e senza soldi, racconta la sua vita ad Edith, una domestica.
Senza un titolo né denaro, Casanova viene abbandonato dalla madre attrice in giovane età. In seguito, divenuto ventenne, cerca fortuna a Venezia, dove finge di essere un nobile e guadagna soldi improvvisando un mestiere a ogni evenienza. In città conosce una donna di nome Enrichetta, di povere origini e costretta a sposare il Duca di Grimani per ottenere stabilità economica, e se ne innamora. Casanova le chiede di sposarlo, e la donna accetta solo quando il seduttore eredita una grossa somma di denaro da un anziano uomo di chiesa.
Grimani fa arrestare Giacomo, che riesce tuttavia a fuggire dalla prigione e a lasciare Venezia insieme al suo servitore Rocco e a un suo figlio illegittimo da poco ritrovato. Il matrimonio con Enrichetta va in fumo e la donna infine sposa Grimani.
Arrivato a Parigi Casanova non ottiene aiuto dalla corte francese a causa della sua fama di fuggitivo, ma in poco tempo riesce a guadagnare una fortuna. Dopo alcuni anni di agiatezza economica, perde tutto il suo denaro con il gioco d'azzardo: lascia quindi la Francia dirigendosi in Inghilterra.
A Londra decide di chiedere la grazia all'ambasciatore veneziano per poter tornare in Italia e ricominciare una nuova vita. L'ambasciatore si rivela essere però Grimani, promosso di ruolo, che lo ferisce a una mano durante un duello e lo rende nuovamente un fuggitivo. Enrichetta manda di nascosto un'infermiera a curare la ferita e l'uomo si riprende dopo giorni di sofferenze; poco dopo, a morire di febbre è invece Rocco.
Giunto a Napoli, Casanova è di nuovo in cerca di un'assoluzione giudiziaria per poter tornare in Veneto. Qui ritrova una sua vecchia conquista, la cantante Bellino, scopre di avere una seconda figlia illegittima e che il suo primogenito sta seguendo le sue stesse orme da seduttore.
Durante la narrazione, Edith fa sapere all'anziano Casanova che l'amata Enrichetta è ancora viva, poco prima di scoprire che la donna è in realtà deceduta da pochi mesi; Casanova muore credendola viva e sperando di poterla rivedere.

## Puntate
| Titolo originale | Prima TV UK   |
| ---------------- | ------------- |
| Episode 1        | 13 marzo 2005 |
| Episode 2        | 20 marzo 2005 |
| Episode 3        | 27 marzo 2005 |

## Personaggi e interpreti
- Giacomo Casanova, interpretato da David Tennant (da giovane) e da Peter O'Toole (da anziano).
- Edith, interpretata da Rose Byrne.
La domestica a cui l'anziano Casanova racconta la sua vita.
- Grimani, interpretato da Rupert Penry-Jones.
Membro di una ricca famiglia veneziana, a cui è promessa Henriette.
- Rocco, interpretato da Shaun Parkes.
Fedele servitore del giovane Casanova.
- Bellino, interpretata da Nina Sosanya.
Talentuosa cantante che si finge un eunuco per avere successo nel mondo dello spettacolo.